# Tercera División B de Chile 2018
El Campeonato Nacional de Tercera División B 2018, correspondió a la 32.° edición de la quinta categoría del fútbol chileno, y que lo organiza la Asociación Nacional de Fútbol Amateur de Chile (ANFA). Comenzó el 7 de abril del 2018 y finalizó el 16 de diciembre del mismo año.

## Sistema

### Formato
Primera Fase: Los 36 clubes se alinean en 3 grupos con 12 clubes cada uno. Se juegan 2 ruedas, de 11 fechas cada una. Los 6 primeros de cada grupo acceden a la Segunda Fase de Ascenso; mientras que los 6 últimos son relegados a la Segunda Fase de Descenso.
Segunda Fase: Los 18 clasificados se ordenan en 3 grupos de 6 clubes cada uno, conservando el grupo donde se hallaban. Los 2 primeros de cada grupo, más los 2 mejores terceros, acceden a la Fase Final de Play-offs.
Mientras tanto, los 18 relegados también se ordenan en 3 grupos de 6 clubes cada uno, conservando el grupo donde se hallaban. El último de cada grupo, descenderá a su asociación de origen y queda desafiliado por una temporada.
Fase Final: Los 8 clasificados se emparejan en llaves, desde la fase de cuartos de final. Los equipos que lleguen a la final, ascenderán a la Tercera División A 2019. En tanto, los semifinalistas, jugarán la promoción ante los 2 últimos de la Tercera División A, en duelos de ida y vuelta. Los ganadores jugarán en la Tercera División A 2019.

### Orden
El orden de clasificación de los equipos, se determinará en una tabla de cómputo general, de la siguiente manera:
- La mayor cantidad de puntos.

En caso de igualdad de puntos de dos o más equipos de un mismo grupo, para definir una clasificación, sea esta en cualquier fase, ascenso y descenso, se determinará de la siguiente forma:
- La mayor cantidad de partidos ganados.
- La mejor diferencia de goles.
- La mayor cantidad de goles marcados.
- La mayor cantidad de goles marcados como visita.
- El que hubiera acumulado mayor puntaje en los enfrentamientos que se efectuaron entre los clubes que se encuentran en la situación de igualdad.
- En caso de persistir la igualdad, se desarrollará un partido único en cancha neutral, determinada por la División (Art. 182 y 189 del Reglamento ANFA).

1. En el campeonato se observará el sistema de puntos, de acuerdo a la reglamentación de la Internacional F.A. Board, asignándose tres puntos, al equipo que resulte ganador; un punto, a cada uno en caso de empate; y cero puntos al perdedor.

El orden de clasificación de los equipos, se determinará en una tabla de cómputo general, de la siguiente manera:
- La mayor cantidad de puntos.

En caso de igualdad de puntos de dos o más equipos de un mismo grupo, para definir una clasificación, sea esta en cualquier fase, ascenso y descenso, se determinará de la siguiente forma:
- La mayor cantidad de partidos ganados.
- La mejor diferencia de goles.
- La mayor cantidad de goles marcados.
- La mayor cantidad de goles marcados como visita.
- El que hubiera acumulado mayor puntaje en los enfrentamientos que se efectuaron entre los clubes que se encuentran en la situación de igualdad.
- En caso de persistir la igualdad, se desarrollará un partido único en cancha neutral, determinada por la División (Art. 182 y 189 del Reglamento ANFA).

## Postulantes
En esta tabla se muestra a los equipos postulantes a la 32.a versión de la Tercera División B de Chile. El veredicto final se conoció el día 8 de marzo de 2018, en la sede de la ANFA en Santiago.
| Equipos                 | Ciudad          | Región        |
| Zona Norte              | Zona Norte      | Zona Norte    |
| ----------------------- | --------------- | ------------- |
| Estrella del Norte      | Alto Hospicio   | Tarapacá      |
| Municipal Alto Hospicio | Alto Hospicio   | Tarapacá      |
| CODE Iquique            | Iquique         | Tarapacá      |
| Municipal Pozo Almonte  | Pozo Almonte    | Tarapacá      |
| Antofagasta Portuario   | Antofagasta     | Antofagasta   |
| Deportes Tocopilla      | Tocopilla       | Antofagasta   |
| CEFF Copiapó            | Copiapó         | Atacama       |
| Recreativo Huracán      | Caldera         | Atacama       |
| Bernardo O'Higgins      | Tierra Amarilla | Atacama       |
| Zona Centro             |                 |               |
| Litoral Cartagena       | Cartagena       | Valparaíso    |
| Deportes Pirque         | Pirque          | Metropolitana |
| Comunal Quilicura       | Quilicura       | Metropolitana |
| Quilicura Unido         | Quilicura       | Metropolitana |
| Aguará                  | La Reina        | Metropolitana |
| Maipú Unidos            | Maipú           | Metropolitana |
| Tricolor Municipal      | Paine           | Metropolitana |
| Unión Conchalí          | Conchalí        | Metropolitana |
| Rodelindo Román         | San Joaquín     | Metropolitana |
| Zona Sur                |                 |               |
| Juventud Río Claro      | Río Claro       | Maule         |
| Comunal Cabrero         | Cabrero         | Biobío        |
| Deportes Concepción     | Concepción      | Biobío        |
| Deportes Lota           | Lota            | Biobío        |
| Provincial Ranco        | La Unión        | Los Ríos      |

     Postulación Aceptada
     Postulación Rechazada

## Localización
| Equipos                 | Región        | Ciudad           |
| ----------------------- | ------------- | ---------------- |
| Municipal Ovalle        | Coquimbo      | Ovalle           |
| Unión Compañías         | Coquimbo      | La Serena        |
| Quintero Unido          | Valparaíso    | Quintero         |
| Litoral Cartagena       | Valparaíso    | Cartagena        |
| Unión Casablanca        | Valparaíso    | Casablanca       |
| CDSC Aguará             | Metropolitana | La Reina         |
| Brisas del Maipo        | Metropolitana | Estación Central |
| Conchalí                | Metropolitana | Conchalí         |
| Curacaví FC             | Metropolitana | Curacaví         |
| Deportivo La Granja     | Metropolitana | La Granja        |
| Ferro Lampa             | Metropolitana | Lampa            |
| Ferroviarios            | Metropolitana | Estación Central |
| Gasparín FC             | Metropolitana | El Bosque        |
| Jireh FC                | Metropolitana | Paine            |
| Juventud Salvador       | Metropolitana | Lo Espejo        |
| Luis Matte Larraín      | Metropolitana | Puente Alto      |
| CDSC Maipú              | Metropolitana | Maipú            |
| Municipal Lampa         | Metropolitana | Lampa            |
| Provincial Talagante    | Metropolitana | Talagante        |
| Pudahuel Barrancas      | Metropolitana | Pudahuel         |
| Quilicura Unido         | Metropolitana | Quilicura        |
| Rodelindo Román         | Metropolitana | San Joaquín      |
| San Bernardo Unido      | Metropolitana | San Bernardo     |
| Tricolor Municipal      | Metropolitana | Paine            |
| Enfoque                 | O'Higgins     | Rancagua         |
| Chimbarongo FC          | O'Higgins     | Chimbarongo      |
| Buenos Aires            | Maule         | Parral           |
| Caupolicán              | Maule         | Cauquenes        |
| Deportes Quillón        | Ñuble         | Quillón          |
| Comunal Cabrero         | Biobío        | Cabrero          |
| Deportes Concepción     | Biobío        | Concepción       |
| Deportes Lota           | Biobío        | Lota             |
| Deportes Tomé           | Biobío        | Tomé             |
| República Independiente | Biobío        | Hualqui          |
| Deportivo Pilmahue      | Araucanía     | Villarrica       |
| Provincial Ranco        | Los Ríos      | La Unión         |

| Pudahuel Barrancas Ferroviarios EFC Conchalí Quilicura Unido Brisas del Maipo Juventud Salvador CDSC Aguará Cultural Maipú Luis Matte Larraín Rodelindo Román Deportivo La Granja San Bernardo Unido Gasparín FC |

## Relevos
| Pos | a Tercera División A |
| --- | -------------------- |
| 1.º | Municipal Santiago   |
| 2.º | Escuela Macul        |
| 3.º | Rancagua Sur         |

| Pos  | a Tercera División B |
| ---- | -------------------- |
| 14.º | Gasparín FC          |
| 15.º | Chimbarongo FC       |

| Pos  | a Tercera División B |
| ---- | -------------------- |
| 10.º | Equipos Aceptados    |

| Pos  | a Asociación Municipal |
| ---- | ---------------------- |
| 5.º  | Juvenil Palmilla       |
| 7.º  | Juventud Puente Alto   |
| 10.º | Municipal Quilicura    |
| 12.º | Deportes Pirque        |
| 10.º | Deportes Cerrillos     |

## Información
| Equipo                                          | Entrenador          | Estadio                    | Capacidad | Marca             | Patrocinador               |
| ----------------------------------------------- | ------------------- | -------------------------- | --------- | ----------------- | -------------------------- |
| Aguará                                          | Tulio Pinilla       | Parque Mahuida             | 400       | Sublisport        | Cecinas Los Pincheiras     |
| Brisas del Maipo                                | Cristián Riveros    | Villa Robert Kennedy       | 420       | Totto             | Grupo Colchagua            |
| Buenos Aires                                    | Marcos Sepúlveda    | Nelson Valenzuela Rojas    | 2.000     | Masitri           | Riego Chile                |
| Caupolicán                                      | Christian Núñez     | Miguel Alarcón Osores      | 1.500     | Masitri           | Entretenciones Titín       |
| Chimbarongo FC                                  | César Bustamante    | Municipal de Chimbarongo   | 1.500     | OneFit            | Ciudad del Mimbre          |
| Comunal Cabrero                                 | Edgardo Abdala      | Luis Figueroa Riquelme     | 3.000     | Magno Deportes    | Mahel Ingeniería           |
| Conchalí                                        | Cristián Cofré      | Complejo Conchalí          |           | SyE Deportes      | Valmoor Consultores        |
| Curacaví FC                                     | Rodrigo Parraguirre | Olímpico Cuyuncaví         | 1.500     | PSport            | Genova International       |
| Cultural Maipú                                  | Franco Quiroz       | Santiago Bueras            | 4.000     | Vasen             |                            |
| Deportes Concepción                             | Esteban González    | Ester Roa Rebolledo        | 33.000    | Joma              | L3                         |
| Deportes Lota                                   | Jorge Hurtado       | Municipal de Lota          | 1.000     | Wode              |                            |
| Deportes Quillón                                | Mario Salgado       | Complejo CQ                |           | PSport            | Talcamo                    |
| Deportes Tomé                                   | Mario Valdebenito   | Juan Rogelio Núñez         | 1.000     | Squadra           | Beach                      |
| Deportivo La Granja                             | Miguel Ángel Neira  | San Gregorio               | 360       | Luanvi            |                            |
| Enfoque                                         | Héctor Irrázabal    | Guillermo Saavedra         | 2.000     | Andrómeda         | Clever Group               |
| Ferro Lampa                                     | Gonzalo Rebolledo   | Municipal de Lampa         | 1.500     | Nike              | Repuestos Herrera          |
| Ferroviarios                                    | Jorge Díaz          | Arturo Rojas Paredes       | 336       | Ovación Chile     | Serincon                   |
| Gasparín FC                                     | Óscar Alarcón       | Lo Blanco                  | 1.000     | JF Sports         | Transportes Luna           |
| Jireh FC                                        | Óscar Rojas         | Población Santa Julia      | 200       | Mitre             | Joyas Barón                |
| Juventud Salvador                               | Manuel Rodríguez    | José María Caro            | 1.000     | Kuden             |                            |
| Litoral Cartagena                               | Jonathan Retamal    | Ramón Alarcón              | 1.000     | Marca Blanca      | GS Oil Kixx                |
| Luis Matte Larraín                              | Francisco López     | Municipal de Puente Alto   | 3.000     | RowSport          | Bar Mourgues               |
| Municipal Lampa                                 | Pablo Galdames      | Municipal de Lampa         | 1.500     | Four              | Municipalidad de Lampa     |
| Municipal Ovalle                                | Juan Carlos Ahumada | Diaguita                   | 5.160     | Simonky Camisetas | Cable Color                |
| Pilmahue                                        | John Bustamante     | Matías Vidal Pérez         | 3.000     | OneFit            | Correo del Lago            |
| Provincial Talagante                            | Cristián Mora       | Lucas Pacheco Toro         | 2.883     | Ovación Chile     | Santa Marta                |
| Pudahuel Barrancas                              | Juan Carlos Alfaro  | Modelo                     | 1.500     | Macron            |                            |
| Quilicura Unido                                 | Alejandro Leal      | Municipal de Quilicura     | 2.000     | Marca Blanca      | Municipalidad de Quilicura |
| Quintero Unido                                  | Juan Pinnola        | Raúl Vargas Verdejo        | 2.000     | Nike              |                            |
| Provincial Ranco                                | Jaime Barrientos    | Carlos Vogel               | 4.000     | Squadra           | Diario El Ciudadano        |
| República Independiente                         | Mario Araya         | Municipal de Hualqui       | 1.200     | Magno Deportes    | Municipalidad de Hualqui   |
| Rodelindo Román                                 | Rodolfo Madrid      | Arturo Vidal               | 3.500     | Brival            | Chikool                    |
| San Bernardo Unido                              | Nelson Cossio       | Luis Navarro Avilés        | 3.500     | Fulza             | Carnes Doña Cata           |
| Tricolor Municipal                              | Jorge Pizarro       | Municipal de Paine         | 2.500     | Ovación Chile     | Transportes Labbé          |
| Unión Casablanca                                | Cristián Arriagada  | Arturo Echazarreta Larraín | 1.672     | Mitre             |                            |
| Unión Compañías                                 | Ricardo Rojas       | Complejo Los Llanos        |           | Ovación Chile     | Guzmán Inmobiliaria        |
| Actualizado el 21 de octubre de 2018, 18:55 UTC |                     |                            |           |                   |                            |
| 1. 2. 3. 4. 5. 6. 7. 8.                         |                     |                            |           |                   |                            |

## Fase I

### Grupo 1
| | Equipo            | PTS | PJ | PG | PE | PP | GF | GC | DG  |
| --- | ----------------- | --- | -- | -- | -- | -- | -- | -- | --- |
| 1. | Curacaví FC       | 55  | 22 | 17 | 4  | 1  | 63 | 20 | +43 |
| 2. | Municipal Ovalle  | 53  | 22 | 17 | 2  | 3  | 66 | 27 | +39 |
| 3. | Unión Compañías   | 52  | 22 | 16 | 4  | 2  | 88 | 24 | +64 |
| 4. | Municipal Lampa   | 39  | 22 | 12 | 3  | 7  | 58 | 40 | +18 |
| 5. | CDSC Maipú        | 39  | 22 | 12 | 3  | 7  | 44 | 38 | +6  |
| 6. | Quintero Unido    | 34  | 22 | 10 | 4  | 8  | 46 | 41 | +5  |
| 7. | Quilicura Unido   | 24  | 22 | 6  | 6  | 10 | 34 | 38 | -4  |
| 8. | Litoral Cartagena | 21  | 22 | 6  | 3  | 13 | 34 | 76 | -42 |
| 9. | Conchalí          | 20  | 22 | 5  | 5  | 12 | 36 | 49 | -13 |
| 10. | Ferro Lampa       | 15  | 22 | 4  | 3  | 15 | 39 | 54 | -15 |
| 11. | CDSC Aguará       | 13  | 22 | 4  | 1  | 17 | 27 | 73 | -46 |
| 12. | Unión Casablanca  | 12  | 22 | 4  | 0  | 18 | 30 | 85 | -55 |
| Actualizado el 19 de agosto de 2018 - Fuente: ANFA Archivado el 12 de agosto de 2020 en Wayback Machine. |                   |     |    |    |    |    |    |    |     |

     Acceden a la Segunda Fase.
     Relegados a la Liguilla de Descenso.

### Grupo 2
| | Equipo               | PTS | PJ | PG | PE | PP | GF | GC | DG  |
| --- | -------------------- | --- | -- | -- | -- | -- | -- | -- | --- |
| 1. | Provincial Talagante | 45  | 22 | 12 | 9  | 1  | 51 | 15 | +36 |
| 2. | Ferroviarios         | 41  | 22 | 12 | 5  | 5  | 42 | 28 | +14 |
| 3. | Gasparín FC          | 37  | 22 | 9  | 10 | 3  | 36 | 20 | +16 |
| 4. | Deportivo La Granja  | 37  | 22 | 10 | 8  | 4  | 41 | 30 | +11 |
| 5. | Rodelindo Román      | 35  | 22 | 9  | 9  | 4  | 57 | 26 | +31 |
| 6. | Juventud Salvador    | 34  | 22 | 10 | 4  | 8  | 45 | 30 | +15 |
| 7. | Tricolor Municipal   | 33  | 22 | 9  | 6  | 7  | 41 | 37 | +4  |
| 8. | San Bernardo Unido   | 30  | 22 | 7  | 9  | 6  | 31 | 27 | +4  |
| 9. | Pudahuel Barrancas   | 28  | 22 | 8  | 4  | 10 | 28 | 38 | -10 |
| 10. | Luis Matte Larraín   | 22  | 22 | 5  | 7  | 10 | 30 | 53 | -23 |
| 11. | Brisas del Maipo     | 11  | 22 | 3  | 2  | 17 | 25 | 63 | -38 |
| 12. | Jireh FC             | 3   | 22 | 0  | 3  | 19 | 22 | 82 | -60 |
| Actualizado el 19 de agosto de 2018 - Fuente: ANFA Archivado el 12 de agosto de 2020 en Wayback Machine. |                      |     |    |    |    |    |    |    |     |

     Acceden a la Segunda Fase.
     Relegados a la Liguilla de Descenso.

### Grupo 3
| | Equipo                  | PTS | PJ | PG | PE | PP | GF | GC | DG  |
| --- | ----------------------- | --- | -- | -- | -- | -- | -- | -- | --- |
| 1. | Deportes Concepción     | 48  | 22 | 15 | 3  | 4  | 42 | 23 | +19 |
| 2. | Comunal Cabrero         | 42  | 22 | 13 | 3  | 6  | 38 | 21 | +17 |
| 3. | Buenos Aires            | 40  | 22 | 12 | 4  | 6  | 39 | 27 | +12 |
| 4. | Caupolicán              | 36  | 22 | 11 | 3  | 8  | 39 | 31 | +8  |
| 5. | República Independiente | 31  | 22 | 12 | 5  | 5  | 48 | 31 | +17 |
| 6. | Pilmahue                | 31  | 22 | 9  | 4  | 9  | 41 | 34 | +7  |
| 7. | Provincial Ranco        | 31  | 22 | 9  | 4  | 9  | 36 | 34 | +2  |
| 8. | Chimbarongo FC          | 30  | 22 | 9  | 3  | 10 | 24 | 28 | -4  |
| 9. | Deportes Quillón        | 21  | 22 | 11 | 3  | 8  | 35 | 36 | -1  |
| 10. | Deportes Lota           | 19  | 22 | 5  | 4  | 13 | 28 | 45 | -17 |
| 11. | Deportes Tomé           | 12  | 22 | 3  | 3  | 16 | 19 | 41 | -22 |
| 12. | Enfoque                 | 8   | 22 | 1  | 5  | 16 | 14 | 52 | -38 |
| Actualizado el 19 de agosto de 2018 - Fuente: ANFA Archivado el 12 de agosto de 2020 en Wayback Machine. |                         |     |    |    |    |    |    |    |     |

     Acceden a la Segunda Fase.
     Relegados a la Liguilla de Descenso.

## Fase II

### Grupo 1
| | Equipo           | PTS | PJ | PG | PE | PP | GF | GC | DG  |
| --- | ---------------- | --- | -- | -- | -- | -- | -- | -- | --- |
| 1. | Unión Compañías  | 20  | 10 | 6  | 2  | 2  | 23 | 11 | +12 |
| 2. | Municipal Ovalle | 18  | 10 | 6  | 0  | 4  | 21 | 13 | +8  |
| 3. | Curacaví FC      | 18  | 10 | 5  | 3  | 2  | 15 | 9  | +6  |
| 4. | Municipal Lampa  | 14  | 10 | 4  | 2  | 4  | 19 | 21 | -2  |
| 5. | CDSC Maipú       | 9   | 10 | 2  | 3  | 5  | 8  | 18 | -10 |
| 6. | Quintero Unido   | 6   | 10 | 2  | 0  | 8  | 9  | 23 | -14 |
| Actualizado el 2 de noviembre de 2018 - Fuente: ANFA Archivado el 18 de agosto de 2019 en Wayback Machine. |                  |     |    |    |    |    |    |    |     |

     Acceden a la Tercera Fase.
     Clasifica a la Tercera Fase como Mejor Tercero.
     Se mantienen en la categoría.
| | Equipo            | PTS | PJ | PG | PE | PP | GF | GC | DG  |
| --- | ----------------- | --- | -- | -- | -- | -- | -- | -- | --- |
| 1. | Conchalí          | 23  | 10 | 7  | 2  | 1  | 26 | 10 | +16 |
| 2. | CDSC Aguará       | 16  | 10 | 5  | 1  | 4  | 20 | 17 | +3  |
| 3. | Quilicura Unido   | 15  | 10 | 4  | 3  | 3  | 26 | 24 | +2  |
| 4. | Unión Casablanca  | 12  | 10 | 3  | 3  | 4  | 21 | 24 | -3  |
| 5. | Ferro Lampa       | 10  | 10 | 3  | 1  | 6  | 24 | 32 | -8  |
| 6. | Litoral Cartagena | 8   | 10 | 2  | 2  | 6  | 20 | 32 | -12 |
| Actualizado el 04 de noviembre de 2018 - Fuente: ANFA Archivado el 18 de agosto de 2019 en Wayback Machine. |                   |     |    |    |    |    |    |    |     |

     Se mantienen en la categoría.
     Desafiliado por una temporada.
|                   |
| Litoral Cartagena |
| Decrecimiento     |

### Grupo 2
| | Equipo               | PTS | PJ | PG | PE | PP | GF | GC | DG  |
| --- | -------------------- | --- | -- | -- | -- | -- | -- | -- | --- |
| 1. | Rodelindo Román      | 21  | 10 | 6  | 3  | 1  | 17 | 7  | +10 |
| 2. | Ferroviarios         | 15  | 10 | 4  | 3  | 3  | 12 | 12 | 0   |
| 3. | Provincial Talagante | 15  | 10 | 4  | 3  | 3  | 15 | 16 | -1  |
| 4. | Gasparín FC          | 11  | 10 | 2  | 5  | 3  | 13 | 13 | 0   |
| 5. | Juventud Salvador    | 8   | 10 | 1  | 5  | 4  | 8  | 12 | -4  |
| 6. | Deportivo La Granja  | 8   | 10 | 1  | 5  | 4  | 10 | 15 | -5  |
| Actualizado el 3 de noviembre de 2018 - Fuente: ANFA Archivado el 24 de septiembre de 2018 en Wayback Machine. |                      |     |    |    |    |    |    |    |     |

     Acceden a la Tercera Fase.
     Se mantienen en la categoría.
| | Equipo             | PTS | PJ | PG | PE | PP | GF | GC | DG  |
| --- | ------------------ | --- | -- | -- | -- | -- | -- | -- | --- |
| 1. | Tricolor Municipal | 23  | 10 | 7  | 2  | 1  | 22 | 4  | +18 |
| 2. | Brisas del Maipo   | 13  | 10 | 3  | 4  | 3  | 16 | 15 | +1  |
| 3. | Luis Matte Larraín | 13  | 10 | 4  | 1  | 5  | 10 | 25 | -15 |
| 4. | Pudahuel Barrancas | 12  | 10 | 2  | 6  | 2  | 19 | 14 | +5  |
| 5. | San Bernardo Unido | 12  | 10 | 2  | 6  | 2  | 11 | 8  | +3  |
| 6. | Jireh FC           | 6   | 10 | 1  | 3  | 6  | 12 | 24 | -12 |
| Actualizado el 03 de noviembre de 2018 - Fuente: ANFA Archivado el 17 de septiembre de 2019 en Wayback Machine. |                    |     |    |    |    |    |    |    |     |

     Se mantienen en la categoría.
     Desafiliado por una temporada.
|               |
| Jireh FC      |
| Decrecimiento |

### Grupo 3
| | Equipo                  | PTS | PJ | PG | PE | PP | GF | GC | DG  |
| --- | ----------------------- | --- | -- | -- | -- | -- | -- | -- | --- |
| 1. | Caupolicán              | 19  | 10 | 6  | 1  | 3  | 21 | 11 | +10 |
| 2. | Pilmahue                | 17  | 10 | 5  | 2  | 3  | 13 | 13 | 0   |
| 3. | Deportes Concepción     | 16  | 10 | 5  | 1  | 4  | 15 | 11 | +4  |
| 4. | Comunal Cabrero         | 16  | 10 | 5  | 1  | 4  | 14 | 14 | 0   |
| 5. | Buenos Aires            | 14  | 10 | 4  | 2  | 4  | 12 | 11 | +1  |
| 6. | República Independiente | 4   | 10 | 1  | 1  | 8  | 9  | 24 | -15 |
| Actualizado el 3 de noviembre de 2018 - Fuente: ANFA Archivado el 24 de septiembre de 2018 en Wayback Machine. |                         |     |    |    |    |    |    |    |     |

     Acceden a la Tercera Fase.
     Clasifica a la Tercera Fase como Mejor Tercero.
     Se mantienen en la categoría.
| | Equipo           | PTS | PJ | PG | PE | PP | GF | GC | DG  |
| --- | ---------------- | --- | -- | -- | -- | -- | -- | -- | --- |
| 1. | Provincial Ranco | 24  | 10 | 7  | 3  | 0  | 22 | 10 | +12 |
| 2. | Deportes Quillón | 19  | 10 | 5  | 4  | 1  | 26 | 17 | +9  |
| 3. | Chimbarongo FC   | 16  | 10 | 4  | 4  | 2  | 18 | 13 | +5  |
| 4. | Deportes Tomé    | 10  | 10 | 2  | 4  | 4  | 12 | 18 | -6  |
| 5. | Deportes Lota    | 9   | 10 | 2  | 3  | 5  | 12 | 18 | -6  |
| 6. | Enfoque          | 2   | 10 | 0  | 2  | 8  | 8  | 22 | -14 |
| Actualizado el 03 de noviembre de 2018 - Fuente: ANFA Archivado el 18 de agosto de 2019 en Wayback Machine. |                  |     |    |    |    |    |    |    |     |

     Se mantienen en la categoría.
     Desafiliado por una temporada.
|               |
| Enfoque       |
| Decrecimiento |

## Fase III
Los 8 equipos clasificados se emparejan en 4 llaves, desde la fase de cuartos de final. Los 2 equipos que lleguen a la final (sin importar quien será el campeón en esa instancia), ascenderán automáticamente a la Tercera División A 2019. En tanto, los 2 equipos perdedores de la Semifinal, jugarán la Liguilla de Promoción ante Escuela de Macul y Tomás Greig, que fueron los 2 últimos de la tabla de posiciones de la Tercera División A 2018, en partidos de ida y vuelta. Los 2 equipos de la Tercera División B, serán locales en los partidos de ida, por pertenecer a la categoría menor, por lo que Tomás Greig y Escuela de Macul, serán locales en los partidos de vuelta de las llaves. Los ganadores jugarán en la Tercera División A 2019 y los perdedores jugarán en la Tercera División B 2019. En los cuartos de final, los 3 ganadores de grupo y el mejor segundo, serán los cabezas de serie de las llaves y sus rivales, de acuerdo a las bases, se iban a conocer a través de un sorteo, sin embargo, ANFA decidió designar las parejas.
Los emparejamientos en semifinales se dieron a conocer el martes 20 de noviembre de 2018.
|  | Cuartos de final                                 | Cuartos de final                                 | Cuartos de final                                 |   |                     | Semifinales                                      | Semifinales                                      | Semifinales                                      |  |  | Final                                                                               | Final                                                                               | Final                                                                               |
|  | Ida: 10 y 11 de noviembre Vuelta:17 de noviembre | Ida: 10 y 11 de noviembre Vuelta:17 de noviembre | Ida: 10 y 11 de noviembre Vuelta:17 de noviembre |   |                     | Ida: 24 y 25 de noviembre Vuelta: 2 de diciembre | Ida: 24 y 25 de noviembre Vuelta: 2 de diciembre | Ida: 24 y 25 de noviembre Vuelta: 2 de diciembre |  |  | Ascendidos a la Tercera División A 2019 Ida: 9 de diciembre Vuelta: 15 de diciembre | Ascendidos a la Tercera División A 2019 Ida: 9 de diciembre Vuelta: 15 de diciembre | Ascendidos a la Tercera División A 2019 Ida: 9 de diciembre Vuelta: 15 de diciembre |
|  |                                                  |                                                  |                                                  |   |                     |                                                  |                                                  |                                                  |  |  |                                                                                     |                                                                                     |                                                                                     |
|  | Unión Compañías                                  | 0                                                | 6                                                |   |                     |                                                  |                                                  |                                                  |  |  |                                                                                     |                                                                                     |                                                                                     |
|  | Curacaví FC                                      | 0                                                | 2                                                |   |                     |                                                  |                                                  |                                                  |  |  |                                                                                     |                                                                                     |                                                                                     |
|  | Curacaví FC                                      | 0                                                | 2                                                |   | Unión Compañías     | 0                                                | 0                                                |                                                  |  |  |                                                                                     |                                                                                     |                                                                                     |
|  |                                                  |                                                  |                                                  |   | Unión Compañías     | 0                                                | 0                                                |                                                  |  |  |                                                                                     |                                                                                     |                                                                                     |
|  |                                                  | Pilmahue                                         | 2                                                | 1 |                     |                                                  |                                                  |                                                  |  |  |                                                                                     |                                                                                     |                                                                                     |
|  | Municipal Ovalle                                 | Pilmahue                                         | 2                                                | 1 | 1                   | 2 (1)                                            |                                                  |                                                  |  |  |                                                                                     |                                                                                     |                                                                                     |
|  | Municipal Ovalle                                 |                                                  |                                                  |   | 1                   | 2 (1)                                            |                                                  |                                                  |  |  |                                                                                     |                                                                                     |                                                                                     |
|  | Pilmahue                                         | 2                                                | 1 (3)                                            |   |                     |                                                  |                                                  |                                                  |  |  |                                                                                     |                                                                                     |                                                                                     |
|  |                                                  |                                                  |                                                  |   |                     |                                                  |                                                  |                                                  |  |  | Deportes Concepción                                                                 | 0                                                                                   | 0                                                                                   |
|  |                                                  |                                                  | Pilmahue                                         | 0 | 1                   |                                                  |                                                  |                                                  |  |  |                                                                                     |                                                                                     |                                                                                     |
|  | Rodelindo Román                                  | 0                                                | 2                                                |   |                     |                                                  |                                                  |                                                  |  |  |                                                                                     |                                                                                     |                                                                                     |
|  | Deportes Concepción                              | 1                                                | 2                                                |   |                     |                                                  |                                                  |                                                  |  |  |                                                                                     |                                                                                     |                                                                                     |
|  | Deportes Concepción                              | 1                                                | 2                                                |   | Deportes Concepción | 1                                                | 3                                                |                                                  |  |  |                                                                                     |                                                                                     |                                                                                     |
|  |                                                  |                                                  |                                                  |   | Deportes Concepción | 1                                                | 3                                                |                                                  |  |  |                                                                                     |                                                                                     |                                                                                     |
|  |                                                  | Ferroviarios                                     | 2                                                | 1 |                     |                                                  |                                                  |                                                  |  |  |                                                                                     |                                                                                     |                                                                                     |
|  | Caupolicán                                       | Ferroviarios                                     | 2                                                | 1 | 0                   | 3                                                |                                                  |                                                  |  |  |                                                                                     |                                                                                     |                                                                                     |
|  | Caupolicán                                       |                                                  |                                                  |   | 0                   | 3                                                |                                                  |                                                  |  |  |                                                                                     |                                                                                     |                                                                                     |
|  | Ferroviarios                                     | 2                                                | 2                                                |   |                     |                                                  |                                                  |                                                  |  |  |                                                                                     |                                                                                     |                                                                                     |

|          |
| Pilmahue |

## Promoción
A esta instancia llegan los 2 peores equipos de la fase regular de la Tercera División A 2018 (Escuela de Macul y Tomás Greig) y los 2 perdedores de las semifinales de la Tercera División B 2018 (Unión Compañías y Ferroviarios), quienes conformarán 2 llaves en partidos de ida y vuelta. Los 2 equipos de la Tercera División B, serán locales en los partidos de ida, por pertenecer a la categoría menor, por lo que Tomás Greig y Escuela de Macul, serán locales en los partidos de vuelta de las llaves. Los ganadores de las 2 llaves, jugarán en la Tercera División A 2019, mientras que los 2 perdedores jugarán en la Tercera División B 2019.
| Fechas        | Tercera División A | Global     | Tercera División B | Ida   | Vuelta |
| ------------- | ------------------ | ---------- | ------------------ | ----- | ------ |
| 08.12 / 16.12 | Tomás Greig        | 4:4 (3:4p) | Ferroviarios       | 3 - 1 | 1 - 3  |
| 09.12 / 15.12 | Escuela de Macul   | 0:5        | Unión Compañías    | 0 - 1 | 0 - 4  |

|               |                  |
| Tomás Greig   | Escuela de Macul |
| Decrecimiento | Decrecimiento    |

|              |                 |
| Ferroviarios | Unión Compañías |
| Crecimiento  | Crecimiento     |

## Goleadores
| Jugador          | Equipo              | Anotado |
| ---------------- | ------------------- | ------- |
| Nicolás Barrera  | Unión Compañías     | 50      |
| Roberto Riveros  | Rodelindo Román     | 27      |
| José Vargas      | Quilicura Unido     | 24      |
| Manuel Muñoz     | Cultural Maipú      | 21      |
| Benjamín Garrido | Ferro Lampa         | 21      |
| Mauricio Lara    | Jireh FC            | 21      |
| Matías Reyes     | Buenos Aires        | 20      |
| Diego Castro     | Curacaví FC         | 20      |
| Fabián Illanes   | Deportivo Pilmahue  | 20      |
| Daniel Benavente | Deportes Concepción | 19      |

## Entrenadores
| Listado de Entrenadores | Listado de Entrenadores | Listado de Entrenadores |
| Equipo                  | Entrenador              | Fechas                  |
| ----------------------- | ----------------------- | ----------------------- |
| Deportes Quillón        | José Luis Castro        | 1.º                     |
| Deportes Quillón        | Jorge Torres            | 2.º - 5.º               |
| Deportes Quillón        | Mario Salgado           | 6.º en adelante         |
| Deportes Lota           | Claudio Figueroa        | 1.º - 7.º               |
| Deportes Lota           | Jorge Hurtado           | 8.º en adelante         |
| Aguará                  | Claudio Torres          | 1.º - 10.º              |
| Aguará                  | Tulio Pinilla           | 11.º en adelante        |
| Gasparin FC             | Francisco Carrillo      | 1.º - 12.º              |
| Gasparin FC             | Oscar Alarcón           | 13.º en adelante        |
| Chimbarongo FC          | Fernando Migliachio     | 1.º - 17.º              |
| Chimbarongo FC          | César Bustamante        | 18.º en adelante        |
| Brisas del Maipo        | Marco Gutiérrez         | 1.º - 18.º              |
| Brisas del Maipo        | Cristián Riveros        | 19.º en adelante        |
| Deportivo Pilmahue      | Freddy Ferragut         | 1.º - 21.º              |
| Deportivo Pilmahue      | John Bustamante         | 22.º en adelante        |
|                         |                         |                         |